# Северная любовь
«Северная любовь» — советский немой чёрно-белый фильм 1927 года режиссёра Александра Ивановского. Фильм не сохранился.
Экранизация повести Евгения Замятина «Север», писатель сам выступил сценаристом и участвовал в съёмках.

## Сюжет
Действие фильма, как и повести, разворачивается на Севере, в поморском становище. Местному богачу-лавочнику с его потребительским взглядом на мир противопоставлен рыбак и охотник Марей, несмотря на повседневные заботы о хлебе насущном имеющий несбыточную мечту — об искусственном солнце, которое рассеет полярную ночь…

## В ролях
- Василий Чудаков — Марей, рыбак
- Борис Лыткин — Стёпка, сирота
- Анатолий Нелидов — лавочник
- Алексей Горюшин — Шишов, кормщик
- Екатерина Корчагина-Александровская — тётка Матрёна, старуха, сводница
- Зана Занони — Пелька, лопка, жена Марея
- Урсула Круг — жена лавочника
- Наталья Разумова — Анна, вдова
- Н. Галков — Иван, приказчик
- Фёдор Богданов — эпизод
- Сергей Троицкий — эпизод

В съёмках участвовал известный по кинофильмам медведь Мишук дрессировщика Николая Гладильщикова, также снявшегося в фильме в эпизодической роли.

## Литературная основа
Повесть «Север» написана Евгением Замятиным в 1918—1919 годах. Замысел её возник в 1915 году, во время пребывания в ссылке на Севере, но тогда повесть не получила завершения. Замятин вспоминал, что спустя два года в вагоне он «услышал разговор о медвежьей охоте, о том, что единственное средство спастись от медведя — притвориться мёртвым», и тогда родился конец повести.
Литературоведами замечена кинематографичность повести — каждая из её 28 глав построена по трёхплановому принципу и представляет собой логически завершённый эпизод, повесть соединяет в себе временную и пространственную перспективу, где фоном выступает пейзаж, вторым планом колоритные характеры лопарей, на первом плане, фокусирующим центром повествования — образ главного героя Марея, а посредником между ними является поэтичная натура Пелька.

Архитектоника «Севера» всё же гораздо ближе к искусству кино, чем к статичной живописи. Не случайно, режиссёр А. Ивановский снял фильм именно по мотивам этого произведения.
Отмечается, что тот факт, что писатель, сам же выступив сценаристом, дал название фильму «Северная любовь», тем самым подчеркнул лирическую природу характера жанра рассказа.

## Съёмки
Замятин 1 июня 1926 года за 100 рублей по договору передал Севзапкино «в полную собственность, с сохранением за собою авторского права» киносценарий по рассказу «Север».
В отличие от сценария писателя для фильма «Дом в сугробах» режиссёра Эрмлера по рассказу «Пещеры», Замятин лично принимал участие в съёмках фильма «Северная любовь».
Фильм снимался летом 1927 года на Севере — в Мурманске и Александровске (ныне Полярном), здесь побывал и Замятин.

«Вчера снимали гулянку, хороводы. Позавчера — становище лопарей, вежи, олени — было очень живописно. Выдумываю новые сцены, где будет использован водопад».— из письма Замятина жене, 11 июля 1927 года
Премьера фильма состоялась 24 февраля 1928 года.